# La Laigne
La Laigne là một xã trong tỉnh Charente-Maritime trong vùng Nouvelle-Aquitaine tây nam nước Pháp. Xã này nằm ở khu vực có độ cao trung bình 15 mét trên mực nước biển.

## Dân số
| Năm  | Dân số | Mật độ |
| ---- | ------ | ------ |
| 1962 | 309    | -      |
| 1968 | 336    | -      |
| 1975 | 295    | -      |
| 1982 | 272    | -      |
| 1990 | 243    | -      |
| 1999 | 275    | 64/km² |